# Ngô Ỷ Lợi
Ngô Ỷ Lợi là một nữ diễn viên Hồng Kông, cô cũng là Hoa hậu châu Á năm 1990.

## Sự nghiệp
Ngay từ nhỏ, Ngô Ỷ Lợi đã có niềm yêu thích trong lĩnh vực người mẫu. Cô đã giành được Hoa hậu châu Á năm 1990, trước khi tiếp tục tham gia bộ phim truyền hình TVB.
Năm 1991, Ngô Ỷ Lợi có vai diễn đầu tiên trong phim truyền hình Hồng Kông châu Á (ATV).
Tương tự, Ngô Ỷ Lợi cũng góp mặt trong nhiều bộ phim truyền hình bao gồm Thần thám lý kỳ, Thất vọng.
Ngô Ỷ Lợi hiện đang tổ chức một chương trình phát thanh có tên Love Beyond Limits cho đài trực tuyến DBC. Trong chương trình truyền hình, cô mời những người nổi tiếng chia sẻ những câu chuyện tình yêu của họ.

## Đời tư
Cô tuyên bố mang thai vào năm 1999 và công khai chuyện tình cảm với Thành Long sau những đồn đoán của dư luận. Ngay sau đó, Thành Long thừa nhận mình "chỉ phạm phải một lỗi mà nhiều người đàn ông trên thế giới phạm phải".   Tuy Ngô Trác Lâm là con gái Thành Long nhưng ông chưa bao giờ nhận con cũng chưa từng chu cấp và né tránh nhắc đến khi được hỏi. Ngô Trác Lâm kể rằng từng bị bắt nạt học đường nghiêm trọng chỉ vì là con gái của Thành Long. Cô cũng từng tự tử không thành 2 lần năm 15 và 17 tuổi. Cô còn từng bị mẹ ruột đánh đập, và sau khi kể với cô giáo, cơ quan cảnh sát đã vào cuộc xác minh là sự thật và tách 2 mẹ con ra một thời gian. Ngô Ỷ Lợi cũng bị tiết lộ là thường xuyên uống rượu. Mối quan hệ của 2 mẹ con trở nên vô cùng căng thẳng vì Ngô Ỷ Lợi kiểm soát con quá chặt chẽ và Ngô Trác Lâm chống đối, không nghe lời. Năm 18 tuổi, cô bỏ nhà đi sống bên ngoài, cạo đầu, hút thuốc và hẹn hò với một người đồng giới hơn cô 12 tuổi, hai người còn đăng kí kết hôn ở Canada. Tuy nhiên, năm 2020, cả hai xóa ảnh của nhau trên Instagram, làm dấy lên nghi vấn tan vỡ.

## Danh sách phim

### Phim truyền hình

#### Đài Châu Á (ATV)
| Năm  | Tên phim tiếng Việt            | Tên phim tiếng Anh | Tên phim tiếng Trung |
| ---- | ------------------------------ | ------------------ | -------------------- |
| 1991 |                                | Don't Fool Me      | 中環英雄             |
| 1991 | Cổ Hoặc Tử 6: Kẻ Thắng Làm Vua | Born to Be King    | 勝者為王             |

#### Đài TVB
| Năm  | Tên phim tiếng Việt          | Tên phim tiếng Anh                | Tên phim tiếng Trung   |
| ---- | ---------------------------- | --------------------------------- | ---------------------- |
| 1998 | Thần thám lý kỳ              | Old Time Buddy - To Catch a Thief | 難兄難弟之神探李奇     |
| 1999 | Khu vực tuần tra             | Side Beat                         | 吾係差人               |
| 1999 | Vệ sĩ                        | Ultra Protection                  | 非常保鑣               |
| 2000 | Đội điều tra liêm chính 2000 | The ICAC Investigators 2000）     | 廉政追擊2000之盜碼追蹤 |
| 2000 | Thất vọng                    | War of the Genders                | 男親女愛               |
| 2002 | Thực thi pháp luật           | Legal Entanglement                | 法網伊人               |
| 2012 | Lôi đình tảo độc             | Highs and Lows                    | 雷霆掃毒               |

#### Phim Trung Quốc
| Năm  | Tên phim tiếng Việt | Tên phim tiếng Anh | Tên phim tiếng Trung |
| ---- | ------------------- | ------------------ | -------------------- |
| 1993 |                     |                    | 海馬歌舞廳           |

#### Đài Viutv
| Năm  | Tên phim tiếng Việt | Tên phim tiếng Anh | Tên phim tiếng Trung |
| ---- | ------------------- | ------------------ | -------------------- |
| 2019 |                     |                    | 理想國               |

#### Khác
| Năm  | Tên phim tiếng Việt                | Tên phim tiếng Anh   | Tên phim tiếng Trung |
| ---- | ---------------------------------- | -------------------- | -------------------- |
| 1995 | Hoàng Phi Hùng bát đại thiên vương | Wong Fei Hung Series | 黃飛鴻新傳           |
| 2001 | Không lối thoát                    |                      | 親子大綁架           |

### Phim điện ảnh
| Năm  | Tên phim tiếng Việt | Tên phim tiếng Anh    | Tên phim tiếng Trung |
| ---- | ------------------- | --------------------- | -------------------- |
| 1992 |                     |                       | 色魔抓狂             |
| 1992 |                     | 92應召女郎            |                      |
| 1992 |                     | 飛女正傳              |                      |
| 1992 |                     | 兩屋一妻              |                      |
| 1993 |                     | Endless Nightmare     | 夜迷情               |
| 1994 |                     |                       | 青春火花             |
| 1994 |                     | In the heat of Summer | 點指兵兵之青年幹探   |
| 1994 |                     | 等愛的女人            |                      |
| 1995 |                     |                       | 那有一天不想你       |
| 1997 |                     | The Mad Phoenix       | 南海十三郎           |
| 2001 |                     |                       | 天使特務之黑日追擊   |